# Maggie Siff
Margaret "Maggie" Siff (New York, 21 juni 1974) is een Amerikaanse actrice.

## Carrière
Siff, die opgroeide in The Bronx had haar eerste gastrol in 2004 in de dramaserie Third Watch. Meer gastrollen volgde en in 2007 ging ze aan de slag in de televisieserie Mad Men, waar ze de rol van "Rachel Menken" op zich nam.
Van 2008 tot 2013 speelde ze de rol van "Tara Knowles" in de televisieserie Sons of Anarchy.
In 2009 was ze te zien als "Teresa Stowe" in de film Push, een sciencefictionfilm over mensen met bovennatuurlijke krachten. Naast haar televisie- en filmcarrière treedt Siff geregeld op in het theater.